# Kalkbrænderihavnen
Kalkbrænderihavnen er en del af Københavns Nordhavn. Den er opkaldt efter Gammel Kalkbrænderi fra 1731 og Ny Kalkbrænderi fra 1779, som begge er opført på tanger ud i Øresund.
Havnen blev taget i brug i 1895 sammen med Frihavnen. Havnen, der senere var delvis opfyldt, tjente til oplagring af kul og byggematerialer og gav plads til Nordhavnsværftet. Svanemølleværket fra 1953 giver området en særegen profil.
Den danske komiker og skuespiller Preben Kaas blev den 27. marts 1981 fundet druknet i Kalkbrænderihavnen. Det formodes at der var tale om selvmord.